# Epeolus novomexicanus
Epeolus novomexicanus är en biart som beskrevs av Cockerell 1912. Epeolus novomexicanus ingår i släktet filtbin, och familjen långtungebin. Inga underarter finns listade i Catalogue of Life.